# 콜라르 (인도)

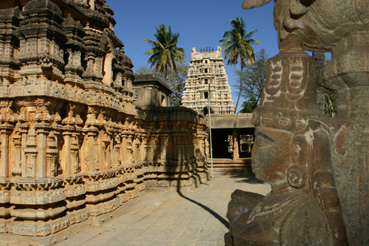
스리콜라람마 사원

콜라르(칸나다어: ಕೋಲಾರ, 영어: Kolar)는 인도 카르나타카주 남동부에 위치한 도시로 인구는 113,299명(2001년 기준), 높이는 해발 821m이다.